# Transcendence
Transcendence is een Amerikaanse sciencefiction-thriller uit 2014, geregisseerd door Wally Pfister die lange tijd cameraman was en hiermee zijn regiedebuut maakt voor de film.

## Verhaal
Will, Evelyn en Max zijn drie wetenschappers die een programmacode ontwikkeld hebben, als eerste zelfbewuste computer. Als Will deelneemt aan het experiment wordt hij doelwit van anti-technologische extremisten.

## Rolverdeling
| Acteur              | Personage         | Opmerkingen           |
| ------------------- | ----------------- | --------------------- |
| Johnny Depp         | Will Caster       |                       |
| Morgan Freeman      | Joseph Tagger     |                       |
| Rebecca Hall        | Evelyn Caster     | vrouw van Will        |
| Kate Mara           | Bree              |                       |
| Paul Bettany        | Max Waters        | beste vriend van Will |
| Cillian Murphy      | Anderson          |                       |
| Clifton Collins jr. | Martin            |                       |
| Cole Hauser         | Militair officier |                       |

## Achtergrond
De wereldpremière van de film vond plaats op 10 april 2014 in de Regency Village Theatre in Los Angeles en werd in heel Noord-Amerika uitgebracht op 18 april 2014.